# Reach (Orleans)
Reach is een single van Orleans. Het was de tweede single afkomstig van hun album Waking and dreaming. Waar de eerste single Still the one hoog in de hitparade eindigde, bleef Reach steken op plaats 51 in de Amerikaanse Billboard Hot 100.
De B-kant Sweet destiny, geschreven door Larry Hoppen en Marilyn Mason, stond niet op het album.